# Augusta af Bayern
Augusta af Bayern, (tysk: Augusta Amalia Ludovika von Bayern) (født 21. juni 1788 i Strasbourg, død 13. maj 1851 i München). Datter af Maximilian 1. Joseph af Bayern og Auguste Wilhelmine Maria af Hessen-Darmstadt. Gift 1806 i München med Eugène de Beauharnais (1. hertug af Leuchtenberg).
Kongerne af Sverige (Sverige-Norge) siden 1859, af Norge siden 1905 og af Danmark siden 1912 nedstammer fra Augusta af Bayern.

## Efterkommere
Augusta af Bayern og Eugène de Beauharnais fik følgende børn:
1. Josefine af Leuchtenberg, 1807-1876, dronning af Sverige og Norge, gift med Oscar 1. af Sverige og Norge.
2. Hortense af Leuchtenberg, 1808-1847, gift med Frederik Wilhelm af Hohenzollern-Hechingen.
3. Auguste de Beauharnais (2. hertug af Leuchtenberg), 1810-1835, gift med dronning Maria 2. af Portugal.
4. Amélie af Leuchtenberg, 1812-1873, gift med kejser Pedro 1. af Brasilien.
5. Théolinde af Leuchtenberg, 1814-1857, gift med Wilhelm von Urach (1. hertug af Urach), fik fire døtre, stedmor til Mindaugas 2. af Litauen, kortvarigt konge i 1918.
6. Maximilian af Leuchtenberg (3. hertug af Leuchtenberg), 1817-1852, gift med Maria Nikolajevna af Rusland (1819-1876), senere hertuger af Leuchtenberg nedstammer fra dem.